# Mata János (rendező)
Mata János (Debrecen, 1934. október 23. – 2017. december 23.) magyar tévé- és filmrendező, grafikus.

## Életpályája
1953–1957 között a Debreceni Egyetem hallgatója volt. 1957-ben politikai okokból mind az egyetemről, mind Debrecenből kitiltották. 1957–1959 között a Szabad Föld, a Népsport, a Bibliotheca Könyvkiadó karikaturista-illusztrátora volt. 1959-től a Pannónia Filmstúdió munkatársa volt. 1964-től volt animációs- és filmrendező. 1964–1968 között Oroszországban, Grúziában, Észtországban volt ösztöndíjas. 1971-től a Magyar Televízió rendezője.
Riport- és dokumentumfilmeket forgatott, stúdióműsorokat rendezett, az utóbbi időkben grafikával, komputergrafikával és komputeranimációval foglalkozott.
1995-ös nyugdíjazása után is aktív volt, szabadúszóként továbbra is filmeket rendezett, komputeranimációkat, valamint grafikákat készített (Sárga újság, Művészek és technikusok, Rekviem a Római partért). Számítógépen 3D-ben rekonstruálta a Mátyás kori budai várat. Társadalmi munkában a FilmesHáz galériájának művészeti igazgatója volt.

## Filmjei
- A ceruza és a radír (1960)
- Párbaj (1960)
- A piros pöttyös labda (1961)
- Szabály, az szabály (1964)
- Mellette (1965)
- Madár (1966)
- Démonok rajzolója, Zichy Mihály (1967)
- Vili és Bütyök hódít (1968)
- Zichy Mihály nyomában (1968)
- Magyarországi vadászatok (1970)
- Kukori és Kotkoda (1970-1971)

- Mikrobi (1973-1974)

- Per (1977)
- Tíz nap a Néva partján (1977)
- Híd (1978)
- Nem felejtek és nem emlékezem (1978)
- Kevi emberek (1979)
- Ballada fekete-fehérben (1981)
- Alla Pugacsova (1982)
- A nyolcadik ének Örményországról (1984)
- Volt egyszer egy zászlóalj (1984)
- A tengeri szamárcsikó szigete (1984)
- Kárpátalja 1985 (1985)
- A Bajkál még tiszta (1986)
- A világ végén - Szahalin (1987)
- Birobidzsán (1987)
- Ezer év - Orosz ortodox egyház (1988)
- Egy fontos tanú. Sztálin tolmácsa (1988)
- Wajda Hamletje (1988)
- A Petőfi kaland (1989)
- Passiójáték Kalwarián (1990)
- Méltósággal (1991)
- Ljubimov nem alkuszik (1991)
- A lvovi zsidó színház (1991)
- Magyar műkincsek hadifogságban (1991-1993)
- Adventi mesék (1993)
- A legjobb egérfogó (2002)
- Requiem a Római partért (2008)

## Illusztrációi
- Csokonai Vitéz Mihály: Békaegérharc (1957)
- Az emberi test I.-II. (1960)
- A kis herceg (1987)
- Új Képes Biblia I-III. (1988)

## Könyvei
- Kukori és Kotkoda (2010)
- Kukori és Kotkoda - A nyikorgó daráló és más történetek (2012)
- Mese az egér farkincájáról (2013)

## Kiállításai

### Egyéni
- 1965 Tbiliszi
- 1999 Budapest

### Csoportos
- 1968 Moszkva
- 1994 Budapest
- 2000 Debrecen

## Díjai
- A Magyar Rendezők Társaságának életműdíja (2001)